# Usta
Usta (također se nazivaju i usna šupljina) su otvor kroz koji živa bića uzimaju hranu i vodu. Obično se nalaze na glavi.
U probavi, usta su prvi dio probavnog sustava kroz koji hrana ulazi u probavni sustav. U ustima nalaze se:
- Zubi koji drobe i sitne hranu tako što ih pritišće Mandibula, jedina pomična kost koja stišće čeljust
- Jezik koji ju prevrće i namješta u pogodan položaj za žvakanje. Jezik i slina omekšavaju hranu.
- Žlijezde slinovnice koje luče slinu. Enzim amilaza (ptijalin) koji se nalazi u slini započinje razgradnju škroba u šećer tako da razgradnja hrane počinje već u usnoj šupljini.

Probava se iz usta nastavlja u jednjak.